# (500366) 2012 TM37
(500366) 2012 TM37 es un asteroide perteneciente al cinturón de asteroides, descubierto el 21 de septiembre de 2012 por el equipo del Catalina Sky Survey desde el Catalina Sky Survey, Arizona, Estados Unidos.

## Designación y nombre
Designado provisionalmente como 2012 TM37.

## Características orbitales
2012 TM37 está situado a una distancia media del Sol de 3,111 ua, pudiendo alejarse hasta 3,569 ua y acercarse hasta 2,652 ua. Su excentricidad es 0,147 y la inclinación orbital 28,89 grados. Emplea 2004,65 días en completar una órbita alrededor del Sol.
Los próximos acercamientos a la órbita de Júpiter se producirán el 4 de agosto de 2075 y el 19 de febrero de 2147, entre otros.

## Características físicas
La magnitud absoluta de 2012 TM37 es 16,2.